# Estação de Marinhos
A Estação Ferroviária da Comunidade Quilombola de Marinhos, em Brumadinho, no estado de Minas Gerais foi uma estação para trens de passageiros da Linha do Paraopeba. O local foi tombado pelo Iphan em 2010.

## História
A estação de Marinhos foi inaugurada em 1919 para complementar a Linha do Paraopeba, que havia sido construída para aliviar o tráfego de trens entre Belo Horizonte e Rio de Janeiro. Com o início da redução de ferrovias durante o governo de Juscelino Kubitschek, a estação acabou se tornando abandonada em 1979. Mesmo com o fim do tráfego de trens de passageiros, a Linha do Paraopeba continua ativa com o tráfego de trens cargueiros da MRS.

## Incidentes
Em 1940, um trem descarrilhou na linha do Paraopeba, na altura da estação de Marinhos, danificando a ferrovia.

## A Estação Hoje
Em 2009, iniciou-se o processo de restauração da estação, porém em 2013 havia sido interrompido.